# Alliance du peuple uni

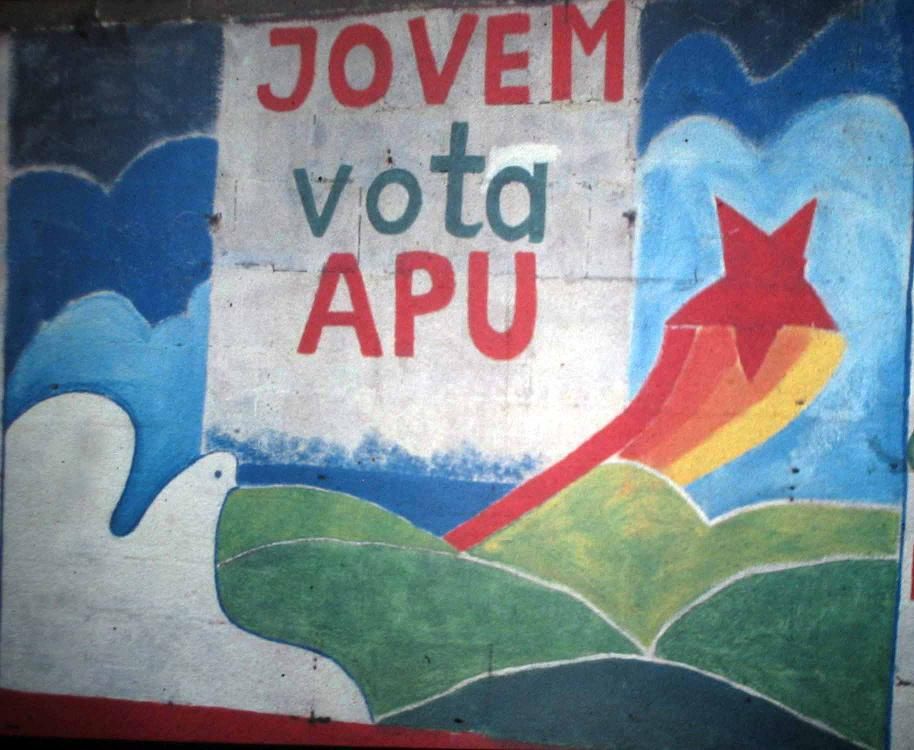
Fresque "Les jeunes votent APU"

 (août 2023).
Si vous disposez d'ouvrages ou d'articles de référence ou si vous connaissez des sites web de qualité traitant du thème abordé ici, merci de compléter l'article en donnant les références utiles à sa vérifiabilité et en les liant à la section « Notes et références ».
L'Alliance du peuple uni (Aliança Povo Unido, APU) est une ancienne coalition politique de gauche du Portugal créée à l'occasion des élections législatives de 1979. Elle réunissait le Parti communiste portugais et le Mouvement démocratique portugais puis les Verts à partir de 1983.
En 1987, l'implosion du MDP entraîne la disparition de l'APU, remplacée par la Coalition démocratique unitaire, qui réunit, outre les Verts et le PCP, le mouvement Intervention démocratique.

## Résultats électoraux

### Élections parlementaires
| Année | Voix      | %     | Sièges   | Répartition           |
| ----- | --------- | ----- | -------- | --------------------- |
| 1979  | 1 129 322 | 18,80 | 47 / 250 | PCP : 44, MDP-CDE : 3 |
| 1980  | 1 009 505 | 16,75 | 41 / 250 | PCP : 39, MDP-CDE : 2 |
| 1983  | 1 031 609 | 18,07 | 44 / 250 | PCP : 41, MDP-CDE : 3 |
| 1985  | 898 281   | 15,49 | 38 / 250 | PCP : 35, MDP-CDE : 3 |